# GtkHTML
GtkHTML è un motore di rendering obsoleto scritto in C usando il toolkit GTK+. È usato da varie applicazioni GTK+, principalmente dal client di posta elettronica Evolution.

## Storia
GtkHTML nacque da un fork di KHTML eseguito da Larry Ewing aiutato da Ettore Perazzoli, e fu pubblicato da Ximian prima che tale impresa fosse comprata da Novell.
Il progetto GNOME ha tuttavia dedicato molte più risorse all'uso di altri motori di rendering anch'essi open source come Gecko e WebKit, usati in applicazioni tipo Epiphany.